# Olympiakos Syndesmos Filathlōn Peiraiōs 2010-2011
Questa voce raccoglie le informazioni riguardanti l'Olympiakos Pireo nelle competizioni ufficiali della stagione 2010-2011.

## Rosa
Aggiornata al 21 agosto 2010
| N. |                      | Ruolo | Calciatore          |
| -- | -------------------- | ----- | ------------------- |
| 3  | Francia (bandiera)   | D     | François Modesto    |
| 4  | Svezia (bandiera)    | D     | Olof Mellberg       |
| 5  | Grecia (bandiera)    | D     | Georgios Galitsios  |
| 7  | Argentina (bandiera) | C     | Ariel Ibagaza       |
| 8  | Brasile (bandiera)   | C     | Dudu                |
| 9  | Serbia (bandiera)    | A     | Marko Pantelić      |
| 10 | Danimarca (bandiera) | C     | Dennis Rommedahl    |
| 11 | Marocco (bandiera)   | A     | Jaouad Zairi        |
| 14 | Belgio (bandiera)    | D     | Kevin Mirallas      |
| 15 | Spagna (bandiera)    | D     | Raúl Bravo          |
| 18 | Grecia (bandiera)    | C     | Ioannis Fetfatzidis |
| 19 | Spagna (bandiera)    | C     | David Fuster        |

| N. |                     | Ruolo | Calciatore             |
| -- | ------------------- | ----- | ---------------------- |
| 20 | Germania (bandiera) | D     | José Holebas           |
| 21 | Grecia (bandiera)   | D     | Avraam Papadopoulos    |
| 22 | Grecia (bandiera)   | A     | Konstantinos Mitroglou |
| 29 | Ungheria (bandiera) | A     | Krisztián Németh       |
| 30 | Spagna (bandiera)   | C     | Moisés Hurtado         |
| 33 | Grecia (bandiera)   | C     | Ioannis Papadopoulos   |
| 35 | Grecia (bandiera)   | D     | Vasilīs Torosidīs      |
| 42 | Ungheria (bandiera) | P     | Balázs Megyeri         |
| 71 | Grecia (bandiera)   | P     | Antōnīs Nikopolidīs    |
| 77 | Spagna (bandiera)   | C     | Albert Riera           |
| 78 | Belgio (bandiera)   | P     | Urko Pardo             |
| 92 | Grecia (bandiera)   | D     | Ioannis Potouridis     |